# Čejkovice (district de Kutná Hora)
Pour les articles homonymes, voir Čejkovice.
Čejkovice (en allemand : Tschejkowitz) est une commune du district de Kutná Hora, dans la région de Bohême-Centrale, en République tchèque. Sa population s'élevait à 29 habitants en 2020.

## Géographie
Čejkovice se trouve à 10 km à l'ouest-sud-ouest de Golčův Jeníkov, à 19 km au sud-sud-est de Kutná Hora et à 73 km à l'est-sud-est de Prague.
La commune est limitée par Zbýšov au nord, à l'est et au sud, et par Dobrovítov à l'ouest.

## Histoire
La première mention écrite de la localité date de 1360.